# Хадорн, Эрнст
Эрнст Хадорн (Ernst Hadorn; 31 мая 1902 г., Форст, Швейцария — 4 апреля 1976 г., Волен-Берн, Швейцария) — швейцарский учёный в области биологии и генетики развития. Профессор Цюрихского университета, член Леопольдины (1967), иностранный член Национальной АН США (1969).

## Биография
Родился в фермерской семье. Окончив протестантскую семинарию в Берне в 1922 году, с правом преподавания, работал учителем начальной школы. Собрав достаточно денег, в 1925 году зачислился в Бернский университет, где изучал биологию у профессора Fritz Baltzer. В 1931 году получил степень доктора философии. Затем вновь вернулся к учительству, одновременно оборудовав небольшую лабораторию в подвале собственного жилища, в которой проводил всё своё свободное время, экспериментируя с амфибиями. Впечатлённый этим Fritz Baltzer подталкивает его к научной карьере. В 1937 году Хадорн получает Рокфеллерскую стипендию, по которой провёл год в Рочестерском университете, где познакомился с Куртом Штерном и соприкоснулся с дрозофилой. Вернувшись на родину, преподаёт в колледже, а спустя два года получает должность доцента, спустя ещё четыре года — профессора зоологии в Цюрихском университете, в котором пребудет до своей отставки в 1972 году. В 1942 году стал директором Зоологического института.
Под его началом докторскую степень получил Вальтер Геринг.
Член Американской академии искусств и наук (1966) и членкор Баварской АН (1966), ассоциированный член EMBO (1976).
Отмечен Marcel Benoist Prize одноименного фонда (1954) и Австрийским почётным знаком «За науку и искусство» (1975).
Почётный доктор, в частности медицины.